# 스카이프 테크놀로지스
스카이프 테크놀로지스(영어: Skype Technologies)는 미국과 룩셈부르크에 본사가 있었던 통신회사이다. 스카이프를 운영했으며, 2011년 마이크로소프트가 인수 인계하였다.